# Thlaspeocarpa
Thlaspeocarpa es un género de fanerógamas perteneciente a la familia Brassicaceae. Comprende dos especies. 
Está considerado un sinónimo del género Heliophila Burm. f. ex L.

## Especies
| - Thlaspeocarpa capensis (Sond.) C.A.Sm. - Thlaspeocarpa namaquensis Marais |